# Nawazuddin Siddiqi
Nawazuddin Siddiqi (in urdu نواز الدين صدیقی‎?, Nawāzuddīn Ṣiddīqī; pron. AFI: [nɐ.ʋäːzʊd̪.d̪iːn sɪdːiːqiː]; Budhana, 19 maggio 1974) è un attore indiano.

## Filmografia parziale

### Cinema
- Sarfarosh, regia di John Matthew Matthan (1999)
- Shool, regia di Eeshwar Nivas (1999)
- The Bypass, regia di Amit Kumar (2003)
- Munna Bhai M.B.B.S., regia di Rajkumar Hirani (2003)
- Family, regia di Rajkumar Santoshi (2006)
- Aaja Nachle, regia di Anil Mehta (2007)
- Ek Chalis Ki Last Local, regia di Sanjay Khanduri (2007)
- Black Friday, regia di Anurag Kashyap (2007)
- Firaaq, regia di Nandita Das (2008)
- New York, regia di Kabir Khan (2008)
- Dev.D, regia di Anurag Kashyap (2009)
- Peepli Live, regia di Anusha Rizvi (2010)
- Kahānī, regia di Sujoy Ghos (2012)
- Paan Singh Tomar, regia di Tigmanshu Dhulia (2012)
- Gangs of Wasseypur – Part 1, regia di Anurag Kashyap (2012)
- Gangs of Wasseypur – Part 2, regia di Anurag Kashyap (2012)
- Chittagong, regia di Bedabrata Pain (2012)
- Talaash, regia di Reema Kagti (2012)
- Miss Lovely, regia di Ashim Ahluwalia (2012)
- Aatma, regia di Suparn Verma (2013)
- Bombay Talkies, registi vari (2013)
- Shorts, registi vari (2013)
- Liar's Dice, regia di Geetu Mohandas (2013)
- Monsoon Shootout, regia di Amit Kumar (2013)
- Lunchbox, regia di Ritesh Batra (2013)
- Kick, regia di Sajid Nadiadwala (2014)
- Badlapur, regia di Sriram Raghavan (2015)
- Bajrangi Bhaijaan, regia di Kabir Khan (2015)
- Manjhi – The Mountain Man, regia di Ketan Mehta (2015)
- Raman Raghav 2.0, regia di Anurag Kashyap (2016)
- Te3n, regia di Ribhu Dasgupta (2016)
- Lion - La strada verso casa (Lion), regia di Garth Davis (2016)
- Freaky Ali, regia di Sohail Khan (2016)
- Raees, regia di Rahul Dholakia (2017)
- Mom, regia di Ravi Udyawar (2017)
- Munna Michael, regia di Sabbir Khan (2017)
- Genius, regia di Anil Sharma (2018)
- Manto, regia di Nandita Das (2018)
- Petta, regia di Karthik Subbaraj (2019)
- Photograph, regia di Ritesh Batra (2019)
- Housefull 4, regia di Farhad Samji (2019)
- Roam Rome Mein, regia di Tannishtha Chatterjee (2019)
- Ghoomketu, regia di Sabir Ahamed (2020)

### Televisione
- McMafia (2018)

### Web serie
- Sacred Games (2018-2019)

## Premi e riconoscimenti
- Asian Film Awards
  - 2012: "Best Supporting Actor"
- National Film Awards
  - 2012: "Special Jury Award"
- Filmfare Awards
  - 2013: "Best Supporting Actor"
- International Indian Film Academy Awards
  - 2018: "Best Performance in a Supporting Role (Male)"
- Zee Cine Awards
  - 2012: "Best Actor in a Supporting Role – Male"
  - 2015: "Best Actor in a Comic Role", "Best Performance in a Negative Role"
- New York Film Festival
  - 2012: "Best Actor"
  - 2017: "Best Actor"
- Screen Awards
  - 2012: "Best Supporting Actor"
- Asian Film Awards
  - 2012: "Best Supporting Actor"
- Asia Pacific Screen Awards
  - 2018: "Best Performance by an Actor"
- Asia Pacific Film Festival
  - 2013: "Best Supporting Actor"
- Chicago South Asian Film Festival
  - 2014: "Honored for Outstanding Achievement in Cinema"
- Filmfare OTT Awards
  - 2020: "Best Leading Actor in A Web Original Film"
- New York Indian Film Festival
  - 2012: "Best Actor"
- FANCINE festival de cine fantastic de la Universidad de la Malaga
  - 2016: "Official Jury Prize"
- GQ Men of the Year Awards 
  - 2012: "Breakthrough Talent"
- Lions Gold Awards 
  - 2012: "Favourite Actor"
- IReel Awards
  - 2018: "Best Actor (Drama)"
- Renault Star Guild Awards	
  - 2013: "Best Actor in a Supporting Role"

## Doppiatori italiani
Nelle versioni in italiano nelle opere in cui ha recitato, Nawazuddin Siddiqi è stato doppiato da:
- Luigi Ferraro in Lunchbox, Raees
- Nanni Baldini in McMafia